# Rögle BK
O Rögle BK é um clube sueco de hóquei no gelo, sediado na aldeia de Rögle, perto da cidade de Ängelholm, no sul do país.

Os seus jogos em casa são disputados no Catena Arena, com capacidade para 5 150 pessoas.

As cores do clube são: branco e verde. 

Foi fundado em 1921, e começou com o hóquei no gelo em 1950.

Venceu a Liga dos Campeões de Hóquei no Gelo em 2021/2022.
 
Atualmente (2023) disputa a Liga Sueca de Hóquei no Gelo, a primeira divisão do hóquei no gelo da Suécia.                                

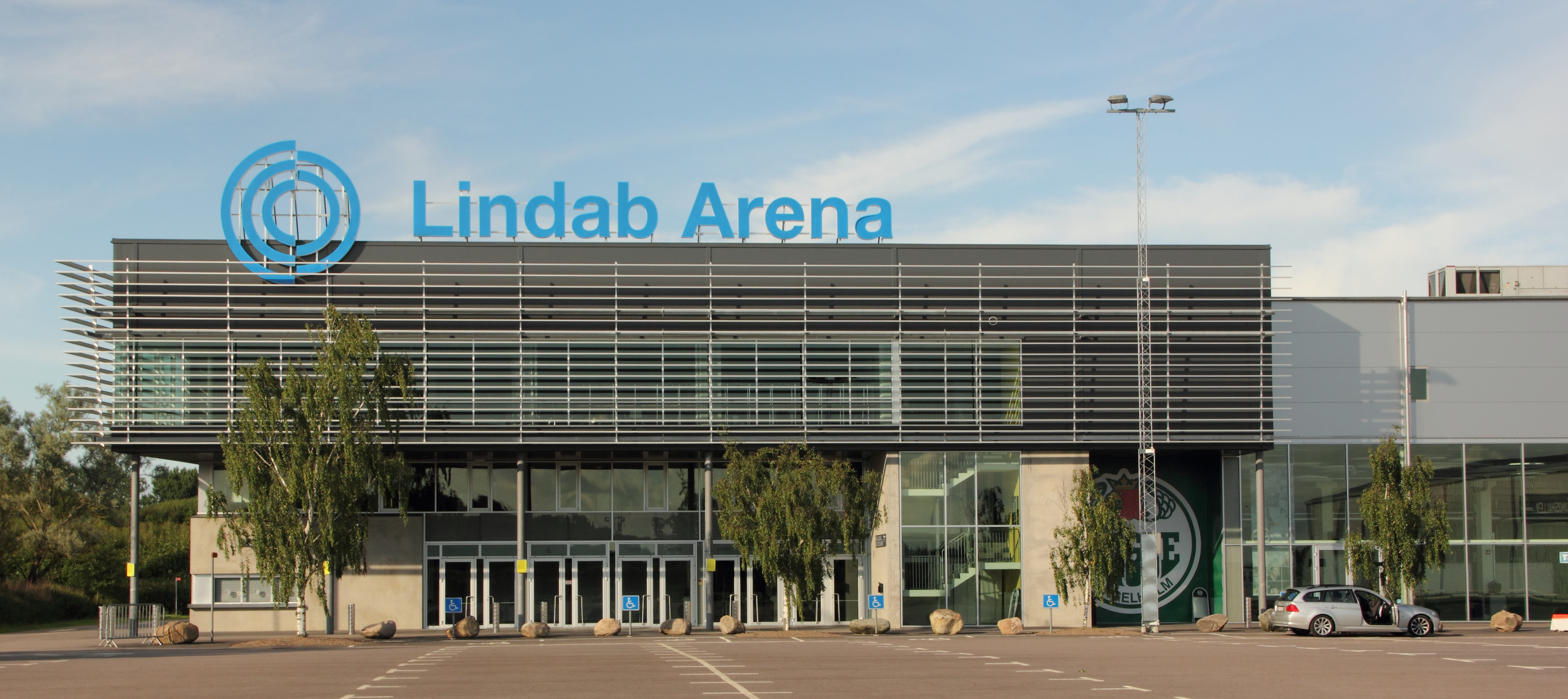
O estádio Catena Arena
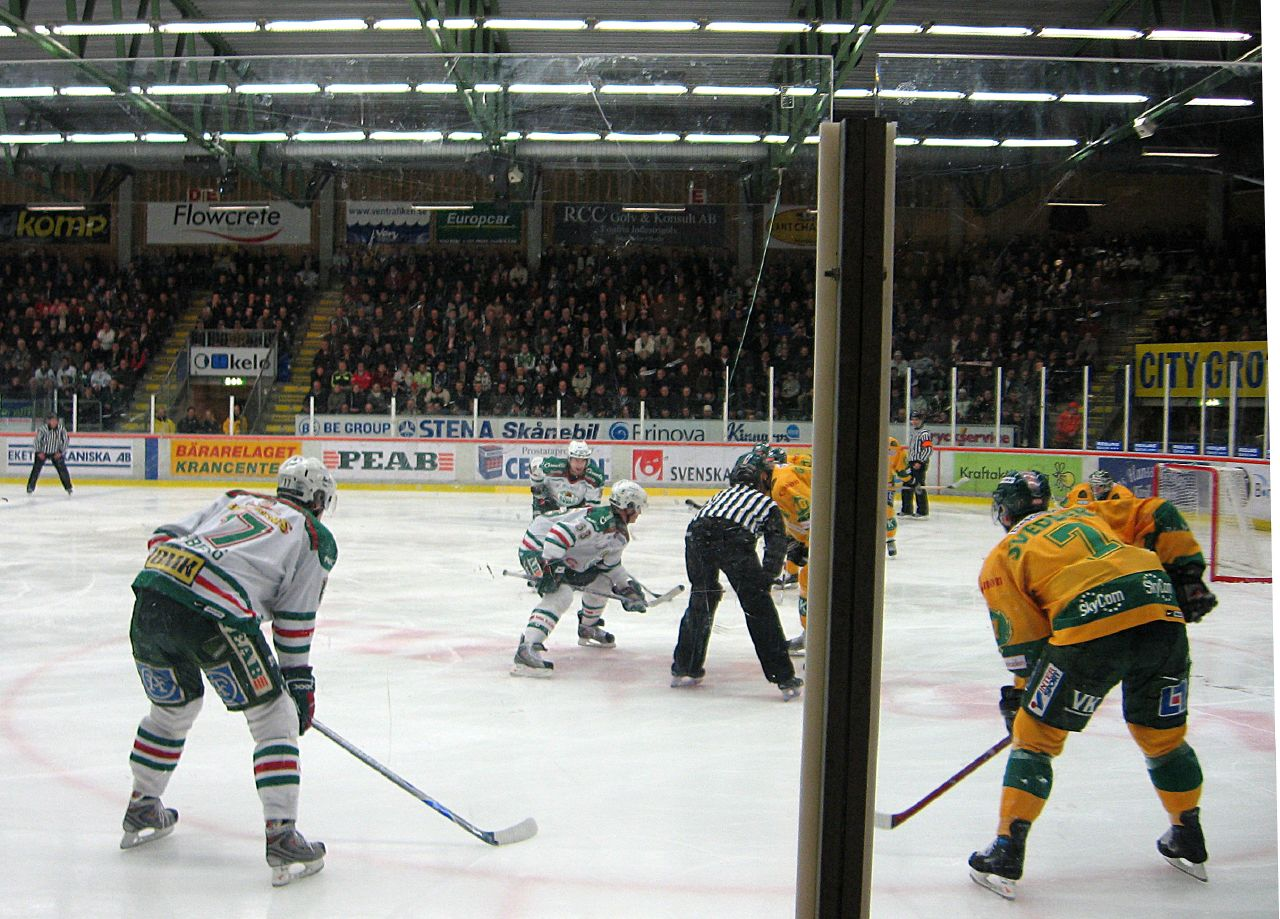
Jogo Rögle BK-IF Björklöven